# Noerdange
Noerdange (Luxemburgs: Näerden, Duits: Noerdingen) is een plaats in de gemeente Beckerich en het kanton Redange in Luxemburg.
Noerdange telt 441 inwoners (2001).